# Grant (Contea di Monroe, Wisconsin)
Grant è un comune degli Stati Uniti, situato in Wisconsin, nella Contea di Monroe.

## Geografia fisica
Secondo l'Ufficio del censimento degli Stati Uniti d'America il comune ricopre un'area di 93 km², di cui 92.6 km² costituita da terra e 0.4 km² da acqua.

## Società

### Evoluzione demografica
Secondo un censimento dell'anno of 2000, vi risiediono 483 persone, 173 proprietari, e 130 famiglie. La densità abitativa era di 13.5 persone per miglio quadrato (5.2/km²). Vi erano 211 unità abitative con una densità di 5.9 per miglio quadrato (2.3/km²). L'assetto etnico era suddiviso nel 99.79% bianchi e 0.21% Asiatici.
In the town the population was spread out with 26.1% under the age of 18, 6.8% from 18 to 24, 27.1% from 25 to 44, 29.2% from 45 to 64, and 10.8% who were 65 years of age or older. L'età media era di anni. Per ogni 100 individui di sesso femminile c'erano 101.3 individui di sesso maschile. Per ogni 100 individui di sesso femminile dai diciotto anni in su, c'erano 105.2 individui di sesso maschili.